# Neonectria galligena
Neonectria galligena è un fungo ascomicete che causa il cancro delle pomacee. Inizialmente si hanno tacche depresse della corteccia localizzate in vicinanza dell'inserzione di giovani rami o in corrispondenza di gemme morte o di ferite precedenti. In seguito si verificano spaccature e necrosi della corteccia. La pianta cerca di reagire cicatrizzando la lesione, ma il tessuto di cicatrizzazione viene aggredito a sua volta dal patogeno. Si ha così la formazione di cancri aperti, con i margini in rilievo e la zona centrale imbrunita e fessurata. La corrosione arriva a mettere a nudo il tessuto legnoso. Se il cancro arriva a interessare l'intera circonferenza del ramo, la parte di esso posta superiormente al cancro dissecca; se ad essere interessato è un grosso ramo, si può spezzare. Il patogeno penetra attraverso le ferite che si verificano al momento della caduta delle foglie o durante le operazioni di potatura.

## Lotta
Si effettua con interventi meccanici, mediante l'asportazione della zona malata sul ramo e successiva disinfezione con sali di rame della parte sana portata a nudo; se ciò non è possibile si asporta l'intero ramo, disinfettando la ferita di potatura. I trattamenti con anticrittogamici hanno scopo preventivo e si effettuano in autunno alla caduta delle foglie.

## Commestibilità
NON COMMESTIBILE. Questa specie non ha interesse alimentare.

## Specie simili
- Nectria cinnabarina, di un rosso più chiaro.